# Max Pezzali
Massimo Pezzali, més conegut com a Max Pezzali (Pavia, 14 de novembre de 1967) és un cantautor italià. Es va fer famós com a vocalista del grup 883, formació creada conjuntament amb un company, Mauro Repetto, el 1991. Nogensmenys, a partir del 2004 Pezzali va decidir de començar una carrera de solista, deixant definitivament enrere el seu antic duo.
Després d'un primer àlbum Il mondo insieme a te publicat el 2004, l'èxit es va fer més important l'any següent amb l'aparició de Tutto Max, una recopilació dels grans èxits dels 883 i d'algunes cançons del primer disc. L'àlbum va esdevenir disc de diamant a Itàlia.

## Discografia
- 2004 – Il mondo insieme a te
- 2005 – TuttoMax
- 2007 – Time Out
- 2008 – Max Live 2008
- 2011 – Terraferma
- 2012 – Hanno ucciso l'Uomo Ragno 2012
- 2013 – Max 20
- 2015 – Astronave Max
- 2017 – Le canzoni alla radio
- 2018 – Max Nek Renga, il disco (amb Nek i Francesco Renga)
- 2020 – Qualcosa di nuovo